# Василиадис, Костас
Константинос (Костас) Василиадис (греч. Κωνσταντίνος "Κώστας" Βασιλειάδης; родился 15 марта 1984 года в Салониках, Греция) — греческий профессиональный баскетболист, выступает за баскетбольный клуб «Аль-Садд». Прозвище — «ястреб» (англ. The Hawk).

## Карьера

### Клубная
Карьеру Василиадис начинал в греческом клубе «ПАОК», который выступал в чемпионате Греции. Отыграл в «ПАОКе» шесть сезонов и был капитаном команды. После впечатляющего старта перешёл в клуб испанского чемпионата «Уникаха». В сезоне 2006—07 годов также выступал достаточно успешно, стал заметной фигурой клубного и международного уровня в играх на европейской арене. С «Уникахой» в сезоне 2006 года стал чемпионом Испании.
12 июля 2007 года подписал контракт с греческим суперклубом «Олимпиакос», который является в Греции непримиримым соперником «ПАОКа». Помог команде финишировать второй в греческом чемпионате в сезоне 2007—08 годов. В сезоне 2008—09 годов Василиадис вернулся в «ПАОК», который в этот период восстанавливал свои позиции и нуждался в сильных игроках и стал капитаном. Однако перед началом сезона 2008-09 годов игрок уехал в Италию, где выступал за «Сутор». В августе 2009 года переехал в Испанию, где провел сезон в «Обрадойро». В 2010 году подписал трехлетний контракт с баскетбольным клубом «Бильбао» с правом продления ещё на три года. В 2011 году с командой завоевал серебряные медали чемпионата Испании.
В 2013 году попал в символическую сборную Еврокубка.
19 июля 2013 года подписал контракт с турецкой командой «Анадолу Эфес».

### Международная
На международном уровне Василиадис выступал за сборные Греции различных возрастов. Со сборной Греции выигрывал бронзовые медали чемпионата Европы по баскетболу ФИБА для юношей не старше 18 лет 2002 года, а также чемпионата мира для юношей до 19 лет 2003 года, а по итогам выступлений в 2003 году попал в сборную всех звёзд турнира. Также попал в сборную всех звёзд на чемпионате Европы ФИБА для юношей до 20 лет в 2004 году, был лидером турнира по набранным очкам.
Со сборной Греции завоевал серебряную медаль на чемпионате мира по баскетболу среди молодёжных команд (до 21 года) 2005 года, проходившем в Аргентине. Вызывается в первую сборную Греции.

## Достижения
Клубные
- Чемпион Испании: 2006
- Серебряный призёр чемпионата Греции: 2008
- Серебряный призёр чемпионата Испании: 2011

Международные
- Чемпионат Европы по баскетболу ФИБА до 18 лет: бронзовый призёр, 2002
- Чемпионат мира по баскетболу ФИБА до 19 лет: бронзовый призёр, 2003
- Чемпионат мира по баскетболу ФИБА до 21 года: серебряный призёр, 2005

Индивидуальные
- Сборная всех звёзд чемпионата мира по баскетболу ФИБА до 19 лет, 2003
- Чемпионат Европы по баскетболу ФИБА до 20 лет, лидер по количеству набранных очков: 2004
- MVP молодёжной сборной всех звёзд чемпионата Греции: 2004
- Сборная всех звёзд Чемпионата Европы по баскетболу ФИБА до 20 лет, 2004
- Сборная всех звёзд чемпионата мира по баскетболу ФИБА до 21 года, 2005
- Участник команды всех звёзд Кубка вызова ФИБА: 2006
- Участник команды всех звёзд чемпионата Греции: 2005, 2006, 2008
- Первая сборная Еврокубка: 2013